# Barbican
Barbican – stacja londyńskiego metra znajdująca się w pobliżu Barbican Centre i Barbican Estate w City of London. Położona jest na trasach linii Circle, Metropolitan i Hammersmith & City, pomiędzy stacjami Farringdon i Moorgate.
W 2011 roku stacja obsłużyła 9,23 miliona pasażerów.
Stacja została otwarta 23 grudnia 1865 roku i pierwotnie stacja nosiła nazwę Aldersgate Street, od nazwy ulicy na której stała. 1 listopada 1910 roku zmieniono ją na Aldersgate, w 1923 roku na Aldersgate and Barbican, a obecną nazwę przyjęła 1 grudnia 1968 roku.

## Galeria

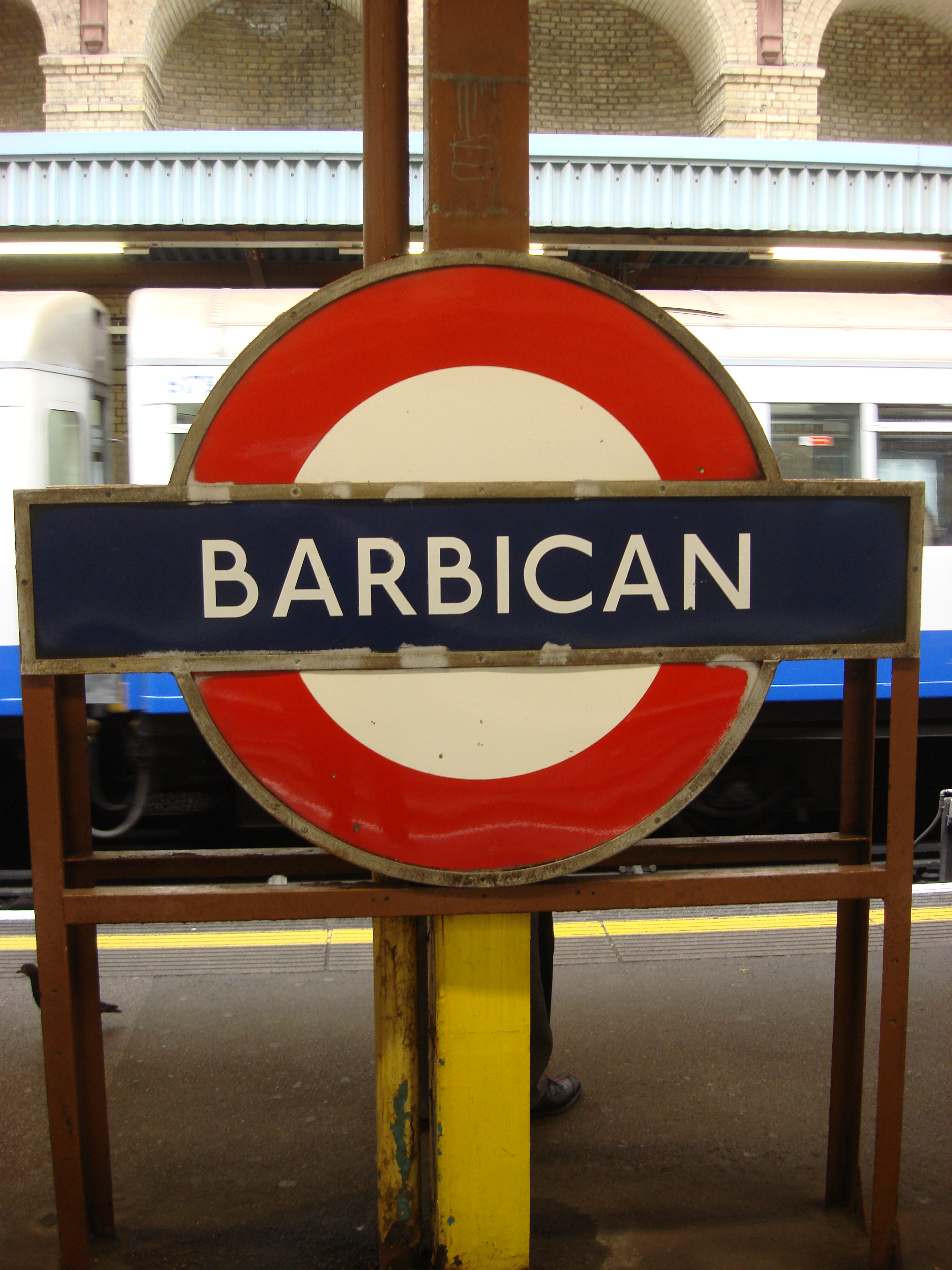
Symbol stacji
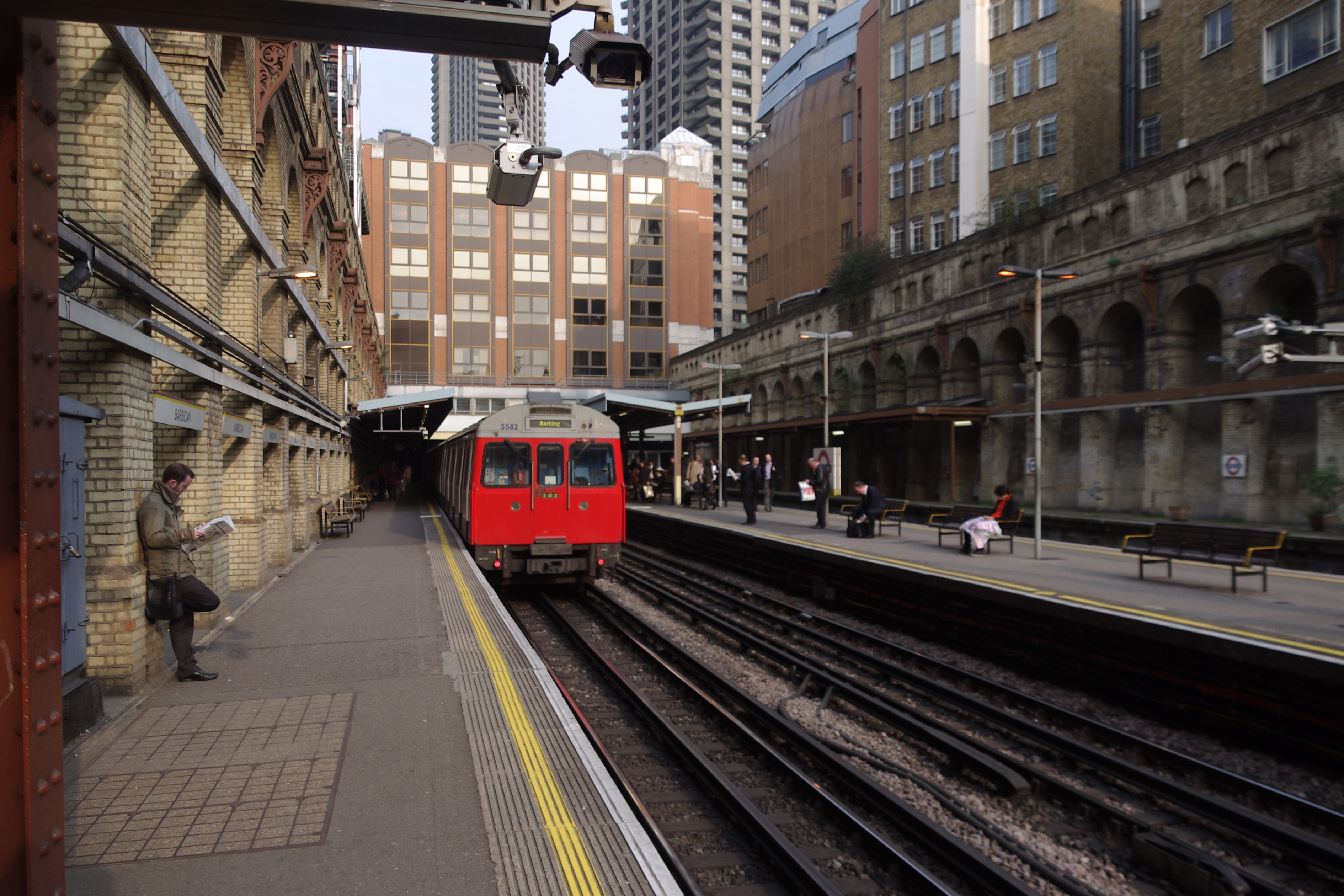
Platforma w kierunku zachodnim
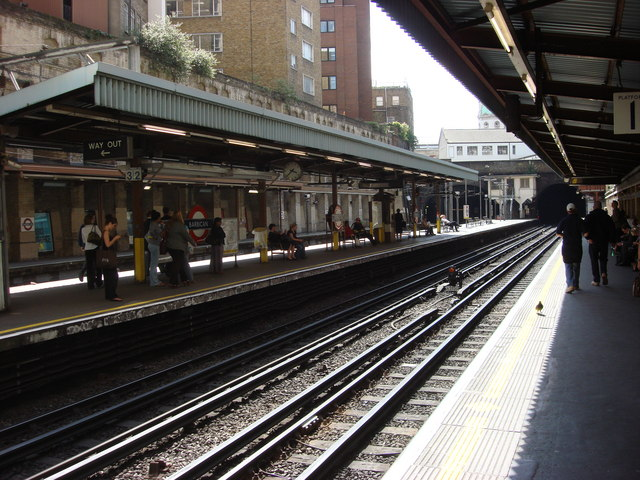
Platforma w kierunku wschodnim